# 砂漠の勇者
『砂漠の勇者』（さばくのゆうしゃ、原題：The Lighthorsemen）は1987年のオーストラリアの映画。第一次世界大戦で中東に派遣された、実在したオーストラリアの騎兵部隊を題材とした戦争映画。
1988年のオーストラリア映画協会賞で、オリジナル音楽賞、音響功績賞を受賞した。
日本では劇場未公開で、VHSがポニーキャニオンより1986年に発売されている。

## ストーリー
1917年、第一次世界大戦下のオーストラリア。スコティ、デイブら4人の青年は、アンザック軍団の軽騎兵師団に配属され、トルコ支配下のガザに侵攻するイギリス軍への応援として派遣される。
しかし戦車も投入したイギリス軍の攻勢は失敗し、トルコ軍前線左翼のベールシェバへ騎兵師団を侵攻させ、ガザ攻略を狙う作戦が立案される。スコティらの騎兵部隊は機関銃が配備された要塞へ突撃を行う。

## キャスト
- スコティ - ジョン・ブレイク
- デイブ - ピーター・フェルプス
- 軍曹 - ニック・ウォーターズ
- マレー・ボルチエ大佐 - トニー・ボナー
- ハリー・ショーベル卿 - ビル・カー
- タス - ジョン・ウォルトン
- チラー - ティム・マッケンジー
- フランク - ゲイリー・スイート
- ライヒェルト - シェーン・ブライアント

## 評価
製作費およそ1,000万ドルに対し、興行収入はオーストラリア国内で約160万ドルに収まっている。
映画評価サイトのRotten Tomatoesは、6件のレビューに基づいて67％の支持率を示している。
映画評論家のロジャー・エバートは、4つ星満点中2.5星の評価をつけた。また映画終盤の騎兵隊の突撃シーンについて「私は馬のラストシーンでは、より良い映画を『ベン・ハー』以来見たことがない」と語っている。